# Hubsugul

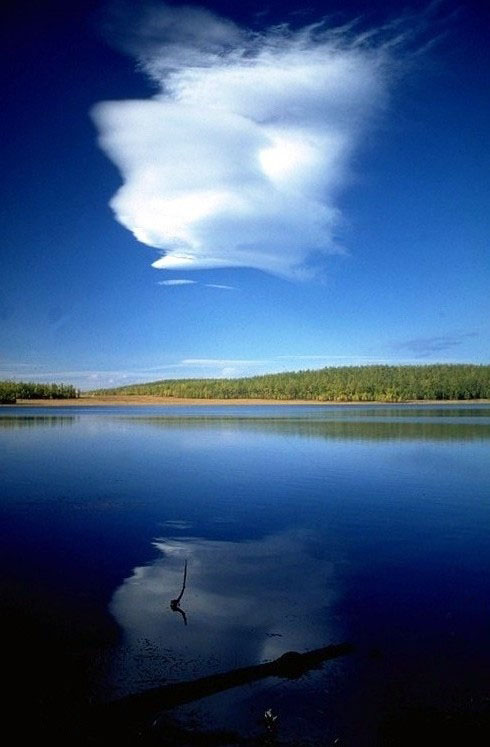
Lacul Hubsugul

Hubsugul, numit în trecut Kosogol este un lac de origine tectonică din Mongolia. Are o suprafață de 2.620 km2, o adâncimea maximă de 262 m și o lungime de 136 km. Deține aproape 70% din apa dulce din Mongolia. Este înconjurat de mai multe lanțuri muntoase. Este situat la 1645 de metri deasupra nivelului mării. Datorită altitudinii la care se găsește și înălțimilor din jur, apa lacului îngheață din luna noiembrie și până în mai. Apa lacului este drenată de râul Egiin Gol în Selenga și apoi în lacul Baikal. Are o faună piscicolă bogată. 